# La donna semplice
La donna semplice és una òpera composta per Bernardo Ottani.
A Catalunya, s'estrenà el 1771 al Teatre de la Santa Creu de Barcelona. A Barcelona es representà amb balls nous, amb coreografies de Signore Audivert i Pietro Fiorelli.